# Ian McKellen

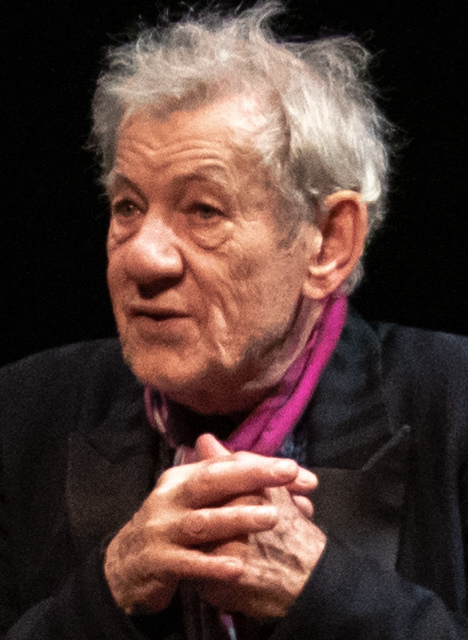
Ian McKellen (2019)

Sir Ian Murray McKellen, CH, CBE (* 25. Mai 1939 in Burnley, Lancashire, England) ist ein britischer Schauspieler. Als Theaterschauspieler in London und am Broadway wurde er mit sechs Laurence Olivier Awards und einem Tony Award ausgezeichnet. Als Filmdarsteller erlangte er ab den 2000er Jahren größere Bekanntheit, unter anderem in der Rolle des „Gandalf“ bei den Trilogien Der Herr der Ringe und Der Hobbit sowie als „Magneto“ in der X-Men-Reihe.

## Leben
Ian McKellen wurde kurz vor Ausbruch des Zweiten Weltkrieges im englischen Burnley geboren. Sein Vater, Denis Murray McKellen, war Bauingenieur. McKellens Großeltern väterlicherseits waren schottischer und nordirischer Herkunft; daher stammt auch sein Nachname. Sein Vater war, wie bereits beide Großväter McKellens, nebenberuflicher Laienprediger und einer seiner Urgroßväter war als protestantischer Pfarrer in Ballymena, County Antrim tätig.
Die Atmosphäre bei den McKellens zuhause war stark christlich geprägt, aber weder auf konformistische noch institutionalisierte Weise. Seine Eltern lehrten ihn, dass die christliche Idee am besten ausgelebt werde, indem man christlich handelt. Seine Mutter, Margery Lois McKellen (geborene Sutcliffe), starb, als McKellen zwölf Jahre alt war, sein Vater, als er 24 war. Auf sein Coming-out gegenüber seiner Stiefmutter Gladys McKellen reagierte diese erleichtert. Als Quäkerin fand sie es wichtiger, dass er ehrlich sein könnte, zumal ihre Religionsgemeinschaft sich seit Jahrzehnten nicht mehr für die sexuelle Orientierung der Menschen interessierte.
McKellen ist ein Aktivist für die Rechte von Schwulen und Lesben. Bereits 1988 äußerte er sich in einer Fernsehshow zu seiner Homosexualität. 1989 war er Mitbegründer der Gruppe Stonewall, die sich vor allem gegen die sogenannte Clause 28 einsetzte.
2006 wurde bei McKellen Prostatakrebs diagnostiziert, der bei dem Schauspieler aktiv beobachtet wird. Im Juni 2014 wurde dem mittlerweile über 70 Jahre alten Schauspieler von der University of Cambridge die Ehrendoktor-Würde (Doctor of Letters) zuerkannt.

## Theaterkarriere
Mit drei Jahren besuchte McKellen mit seinen Eltern eine Peter-Pan-Vorstellung im Manchester Opernhaus. Der junge Ian war fasziniert vom Spiel auf der Bühne und entwickelte sich in der Folgezeit zu einem regelmäßigen Theaterbesucher. Auf diese Weise kam er während der folgenden Jahre in ersten Kontakt mit Werken von Shakespeare, dessen Dramen es ihm besonders angetan haben.
Mit 18 Jahren erhielt er ein Stipendium für das St Catharine’s College der Universität von Cambridge, wo er englische Literatur studierte. Seine Studienzeit war ebenfalls vom Theaterspiel geprägt. An der Universität war er Mitglied der örtlichen Theatergruppe namens Marlowe Society und debütierte dort in Bühnenaufführungen wie Henry IV, Cymbeline und Die tragische Historie vom Doktor Faustus.
Nach Abschluss seines Studiums beschloss McKellen, vollberuflicher Schauspieler zu werden. Sein Debüt als Theaterschauspieler gab er 1961 in Coventry. Obwohl er keine professionelle Ausbildung als Schauspieler hatte, engagierte man ihn dort am Belgrade Theatre für das Stück A Man for All Seasons. Die nächsten vier Jahre folgten weitere Stücke in regionalen Repertoiretheatern, bevor er 1965 schließlich am Londoner West End auf der Bühne seinen bisher größten Erfolg verbuchte.
Im selben Jahr wurde McKellen auch Mitglied der National Theatre Company vom Old Vic Theatre, wodurch ihm 1969 sein endgültiger Durchbruch als Theaterdarsteller in Edinburgh gelang. In den 1970er und 1980er Jahren war er ein populäres Gesicht auf den Theaterbühnen Großbritanniens. Er wurde Mitglied der Royal Shakespeare Company und trat am Royal National Theatre in einer Reihe von Shakespeare-Stücken wie Macbeth und Othello auf, in denen er auch Hauptrollen verkörperte.
Nachdem McKellen um die Jahrtausendwende herum seine Theaterarbeit für seine Filmkarriere unterbrochen hatte, kehrte er 2007 zum ersten Mal seit längerer Zeit wieder auf die Theaterbühne zurück und trat in Stücken wie König Lear und Die Möwe auf. 2009 sah man ihn am Theatre Royal Haymarket in dem Stück Warten auf Godot an der Seite seines langjährigen Freundes und Kollegen Patrick Stewart.

## Filmkarriere

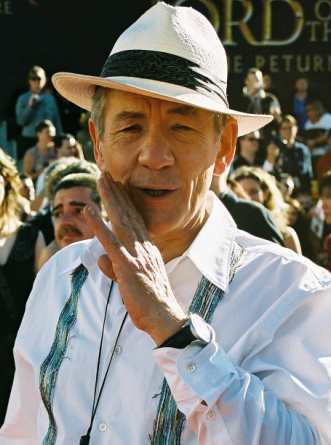
Ian McKellen bei der Weltpremiere des dritten Teils des Herrn der Ringe in Wellington (Neuseeland)

Die Aufnahme in die Royal Shakespeare Company unterstrich seine Bedeutung als britischer Theaterdarsteller. In Filmproduktionen spielte er seit Mitte der 1960er Jahre zunächst nur kleinere Rollen. 1993 hatte er schon eine etwas größere Rolle in der Tragikomödie Das Leben – Ein Sechserpack neben Donald Sutherland und Will Smith. Im selben Jahr verkörperte er auch in der Actionparodie Last Action Hero in einer Nebenrolle Den Tod. 1995 trat McKellen mit seiner Beteiligung an Richard III. erst- und bislang einmalig als Drehbuchautor in Erscheinung. Er übernahm zudem die titelgebende Hauptrolle. 1998 war er in Bryan Singers Der Musterschüler in der Hauptrolle eines Ex-Nazis zu sehen.
Sein endgültiger Durchbruch kam mit der Darstellung des Magneto in den X-Men-Filmen und als Gandalf in der Herr-der-Ringe-Trilogie. In diesen sehr gegensätzlichen Rollen des „Superschurken“ und des weisen „Übervaters“ konnte er seine Vielseitigkeit demonstrieren. Für die Rolle des weisen Zauberers war ursprünglich Sean Connery vorgesehen, welcher aber aufgrund von Verständnisproblemen in Bezug auf die umfangreiche Tolkien-Welt abgelehnt hatte. Erst nachdem auch Anthony Hopkins die Rolle abgelehnt hatte, wurde McKellen eigenen Angaben zufolge gefragt, ob er Gandalf spielen wolle. In der dreiteiligen Verfilmung des Tolkien-Romans Der Hobbit übernahm er wieder die Rolle des Gandalf.
Für die Darstellung des Regisseurs James Whale in Gods and Monsters gewann er 1999 den Chlotrudis Award als Bester Schauspieler und wurde für den Oscar nominiert. 2002 wurde McKellen als bester Nebendarsteller für seine Rolle als Gandalf im ersten Teil von Der Herr der Ringe erneut für den Oscar nominiert. Zu dieser Oscarverleihung erschien er, als wahrscheinlich erster Nominierter in der Oscar-Geschichte, in Begleitung seines Lebensgefährten.
2009 brachte ihm die Darstellung des König Lear in dem US-amerikanischen Programm The Great Performances eine Emmy-Nominierung ein, nachdem er bereits in der Vergangenheit dreimal für den US-amerikanischen Fernsehpreis nominiert worden war (1994 für And the Band Played On, 1996 für Rasputin und 2007 für Extras). Im selben Jahr erhielt McKellen den Preis für das Lebenswerk des Festival Internacional de Cine de Donostia-San Sebastián zugesprochen.
Ian McKellen hat mittlerweile über vierzig Filmpreise erhalten.

## Sonstige Auszeichnungen
Im Jahr 1979 erhielt er den Orden Commander of the British Empire (CBE), 1989 den London Critics’ Circle Theatre Award als Bester Schauspieler, und 1991 wurde er von der britischen Königin zum Ritter geschlagen. Auf der Berlinale 2006 wurde er mit einem Goldenen Ehrenbären für sein Lebenswerk ausgezeichnet, vom Independent als einflussreichster Homosexueller des Jahres gelistet. Außerdem ernannte ihn der Gouverneur von Georgia ehrenhalber zum Oberstleutnant der Nationalgarde. Damit war er zu diesem Zeitpunkt, entgegen der „Don’t ask, don’t tell“-Politik des amerikanischen Militärs, das einzige offen homosexuell lebende Mitglied dieser Armee.
2007 wurde er von Elisabeth II. zum Mitglied des Order of the Companions of Honour ernannt. 2014 wurde er Freeman of the City of London, 2017 auswärtiges Ehrenmitglied der American Academy of Arts and Sciences.

## Besonderheiten
- Ian McKellen hat des Öfteren historische Personen dargestellt, so zum Beispiel Richard III., Eduard II., Antonio Salieri, John Keats, Zar Nikolaus II., Adolf Hitler, John Profumo, Arthur Kronfeld, James Whale und Cecil Rhodes.
- Einzug in die Filmindustrie hielt er im Anschluss an eine erfolgreiche Shakespeare-Verfilmung hauptsächlich über das Science-Fiction- und Fantasy-Genre. Trotz der anhaltenden internationalen Popularität seiner wenigen Filmrollen (insbesondere Gandalf und Magneto) lässt sich McKellen auch in diesem Medium aber nicht auf einen Rollentypus festnageln (siehe Typecasting).
- In den deutschen Synchronisationen seiner Filme wurde er häufig von Joachim Höppner gesprochen, der jedoch im Jahr 2006 starb. In den X-Men-Filmen wurde er von Jürgen Thormann synchronisiert, in der Hobbit-Trilogie übernahm Eckart Dux die Synchronisation von McKellen.
- Im März 1988 spielte McKellen eine Rolle als Vampir, eine Mischung aus Dracula und Nosferatu, in dem Video zum Lied Heart der Pet Shop Boys. Das an die Dracula-Geschichte angelehnte Musikvideo wurde in Brežice in Slowenien gedreht. McKellen war es auch, der die Pet Shop Boys davon überzeugte, 1988 auf dem ‘Anti-Clause 28’-Benefiz-Konzert im Londoner Piccadilly Theatre zu spielen.
- McKellen führte als maßgeblicher Darsteller (Prospero) einer Adaption von Shakespeares Der Sturm durch die Eröffnungsveranstaltung der Paralympics 2012 in London.
- McKellen ist eng mit seinem Schauspielkollegen Sir Patrick Stewart befreundet. So fungierte er als Friedensrichter bei Stewarts dritter Hochzeit.[13]
- Auch mit Sir Derek Jacobi verbindet ihn eine beinahe lebenslange Freundschaft. Dass beide im Alter von 18 und 19 Jahren auch starke romantische Gefühle füreinander entwickelten, gestanden sie sich allerdings erst knapp 30 Jahre später ein (noch bis 1967 hatte auf die Auslebung von Homosexualität in Großbritannien eine Freiheitsstrafe von bis zu zehn Jahren gestanden). Zu diesem Zeitpunkt lebte Jacobi bereits seit 10 Jahren mit seinem jetzigen Lebenspartner Richard Clifford zusammen. Die private Freundschaft und berufliche Zusammenarbeit der beiden Männer hält bis heute an, nach vergleichbaren Werdegängen mit Schwerpunkt auf anspruchsvollem klassischem Theater waren sie zuletzt von 2013 bis 2016 als garstiges altes Ehepaar in der Britcom-Serie Vicious zu sehen.[14]
- Im Musikvideo Listen to the Man von George Ezra spielt Ian McKellen sich selbst, der den Song liebt und deshalb im Videodreh einfach das Lied singt und Ezra nicht zum Zuge kommen lässt.[15]

## Filmografie (Auswahl)
- 1966: David Copperfield (Fernsehserie)
- 1968: Hay Fever (Fernsehfilm)
- 1968: Ein Hauch von Liebe (A Touch of Love)
- 1968: Alfred der Große – Bezwinger der Wikinger (Alfred the Great)
- 1970: The Tragedy of King Richard II (Fernsehfilm)
- 1970: Edward II
- 1970: Keats (Fernsehfilm)
- 1972: Hamlet
- 1972: Hedda Gabler (Fernsehfilm)
- 1979: Macbeth
- 1982: Das scharlachrote Siegel (The Scarlet Pimpernel)
- 1982: Walter
- 1983: Die unheimliche Macht (The Keep)
- 1985: Eine demanzipierte Frau (Plenty)
- 1985: Zina
- 1989: Scandal
- 1989: Countdown to War
- 1990: Othello
- 1993: … und das Leben geht weiter (And the Band Played On)
- 1993: Last Action Hero
- 1993: Das Leben – Ein Sechserpack (Six Degrees of Separation)
- 1993: Stadtgeschichten (Tales of the City , Fernsehserie)
- 1993: Little Jo – Eine Frau unter Wölfen (The Ballad of Little Jo)
- 1994: Shadow und der Fluch des Khan (Shadow)
- 1995: Richard III.
- 1995: Jack und Sarah – Daddy im Alleingang (Jack & Sarah)
- 1995: Cold Comfort Farm
- 1995: Restoration – Zeit der Sinnlichkeit (Restoration)
- 1996: Rasputin (Fernsehfilm)
- 1997: Bent
- 1997: Amy Foster – Im Meer der Gefühle (Swept from the Sea)
- 1998: Gods and Monsters
- 1998: Der Musterschüler (Apt Pupil)
- 1999: David Copperfield (Fernsehfilm)
- 2000: X-Men (X-Men)
- 2001: Der Herr der Ringe: Die Gefährten (The Lord of the Rings: The Fellowship of the Ring)
- 2002: Der Herr der Ringe: Die zwei Türme (The Lord of the Rings: The Two Towers)
- 2003: X-Men 2
- 2003: Emile
- 2003: Der Herr der Ringe: Die Rückkehr des Königs (The Lord of the Rings: The Return of the King)
- 2005: Stellas Versuchung (Asylum)
- 2005: Coronation Street (Fernsehfilm)
- 2005: Neverwas
- 2006: The Da Vinci Code – Sakrileg (The Da Vinci Code)
- 2006: X-Men: Der letzte Widerstand (X-Men: The Last Stand)
- 2006: Flutsch und weg (Flushed Away, Stimme von Toad)
- 2007: Der Sternwanderer (Stardust, Voice-over)
- 2007: Der Goldene Kompass (The Golden Compass, Stimme von Iorek Byrnison)
- 2009: The Prisoner – Der Gefangene (The Prisoner, Fernsehsechsteiler)
- 2012: Der Hobbit: Eine unerwartete Reise (The Hobbit: An Unexpected Journey)
- 2012: Doctor Who (Fernsehserie, Sprechrolle)
- 2013: Wolverine: Weg des Kriegers (The Wolverine, Cameo)
- 2013: The Five(ish) Doctors Reboot (Cameo)
- 2013: Der Hobbit: Smaugs Einöde (The Hobbit: The Desolation of Smaug)
- 2013–2016: Vicious (Fernsehserie)
- 2014: X-Men: Zukunft ist Vergangenheit (X-Men: Days of Future Past)
- 2014: Der Hobbit: Die Schlacht der Fünf Heere (The Hobbit: The Battle of the Five Armies)
- 2015: Mr. Holmes
- 2017: Die Schöne und das Biest (Beauty and the Beast)
- 2018: Family Guy (Fernsehserie, Episode Send in Stewie, Please, Stimme)
- 2018: All Is True
- 2019: The Good Liar – Das alte Böse (The Good Liar)
- 2019: Cats
- 2021: Infinity – Unbekannte Dimension (Infinitum: Subject Unknown)

## Hörspiele
- 2010: Goldfinger, BBC Radio 4, als Auric Goldfinger

## Hörbücher
- Michelle Paver: Wolf Brother, Katherine Tegen Books, ISBN 978-0-06-075838-7[16]